# Tweel
Le Tweel (marque déposée, propriété de Michelin), mot-valise formé à partir des mots anglais tire (pneu) et wheel (roue), est un prototype d'équipement pour véhicules terrestres, conçu par la société Michelin pour entourer les roues et offrir les meilleures conditions possibles de contact avec le sol. Le tweel vise donc à remplir les mêmes fonctions que le pneu, auquel il ressemble beaucoup, mais en fonctionnant sur des principes mécaniques complètement différents.

## Description, commercialisation limitée
La base du support interne n’est pas l’air mais des rayons de polyuréthane flexible qui supportent la bande de roulement : le Tweel ne peut donc ni exploser ni crever. Un autre avantage serait une meilleure tenue latérale en particulier pour les profils bas.
En 2012, des problèmes subsistent (vibrations et bruits à haute vitesse notamment) et retardent une éventuelle commercialisation pour le grand public, mais les premières applications militaires ont débuté[réf. souhaitée].
Le Tweel est commercialisé ensuite mais n'étant toujours pas opérationnel à grande vitesse, il équipe seulement les véhicules agricoles et les engins de travaux publics. La société Michelin présente en juin 2019 son nouveau type de pneu sans air, le Uptis, qui n'aurait pas ces mêmes limites.

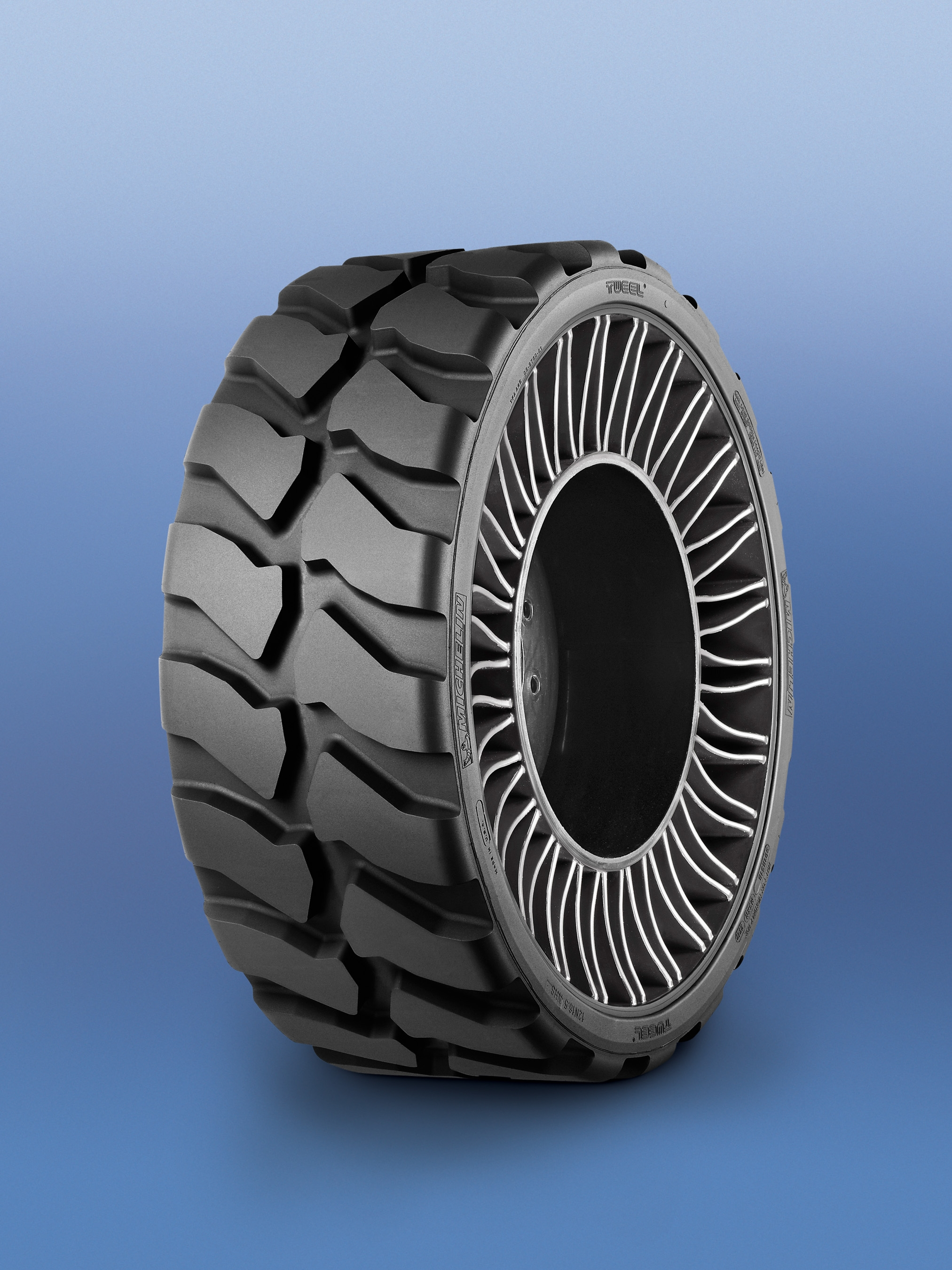
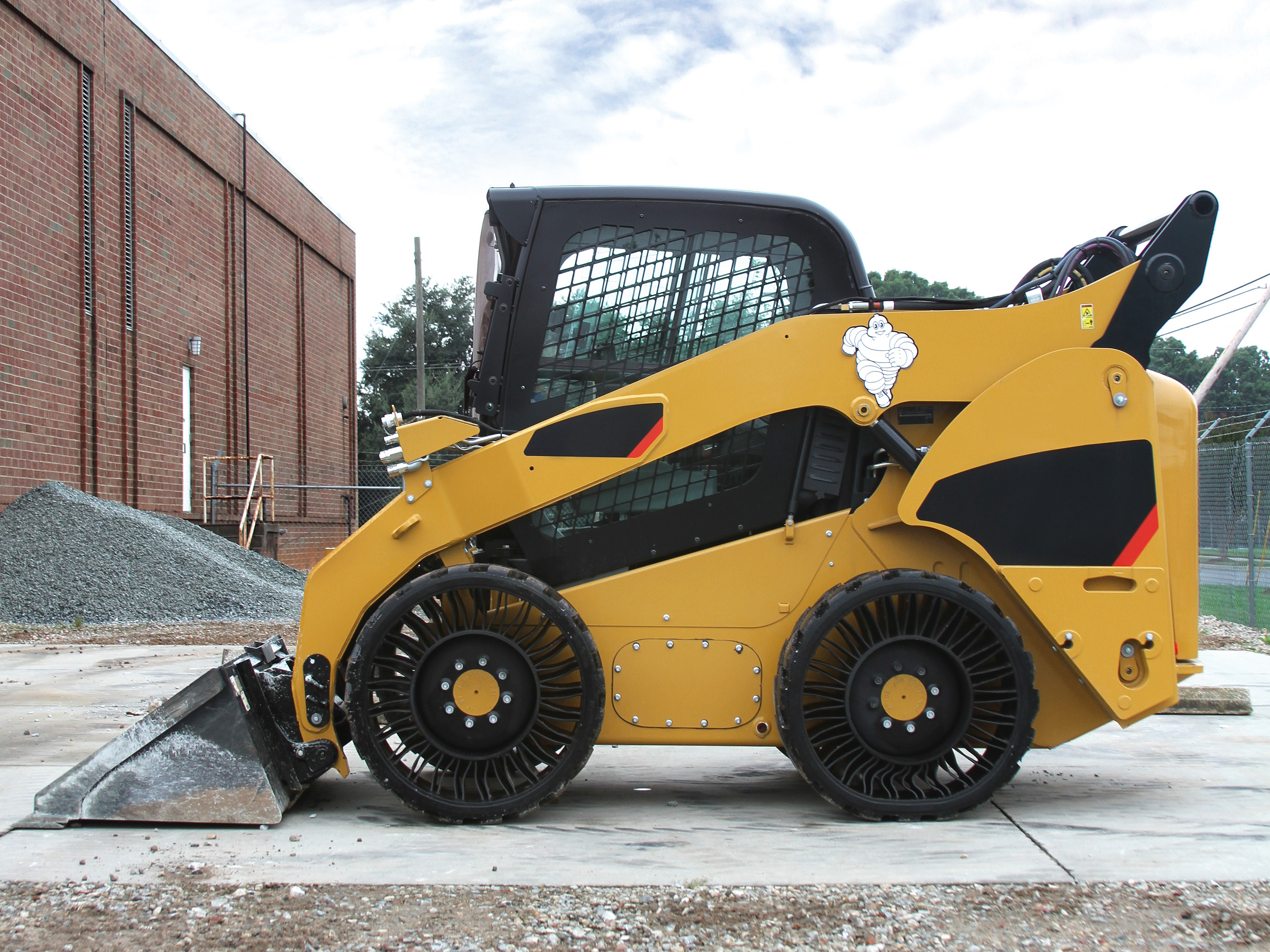